# Ștefan Dobo
Ștefan Dobo (maghiară Dobó István; c. 1502 - 1572) a fost principe al Transilvaniei între anii 1553-1556.